# Pyrgocythara subdiaphana
Pyrgocythara subdiaphana is een slakkensoort uit de familie van de Mangeliidae. De wetenschappelijke naam van de soort is voor het eerst geldig gepubliceerd in 1864 door Carpenter.